# Picardo
El picardo es una lengua de oil, de la familia de lenguas romances, que se habla en la parte más septentrional de Francia y en la Provincia de Henao, en Bélgica. Administrativamente, esta zona está dividida entre la región francesa de Hauts-de-France y la región belga de Valonia, a lo largo de la frontera entre ambos países, ya que su centro tradicional son los distritos de Tournai y Mons (Picardía Valona).
El picardo es una de las lenguas romances más próximas al francés y, como ésta, es una de las lenguas de oïl, hasta el punto de que hay una gran polémica sobre si es una lengua independiente o un dialecto. El picardo recibe diferentes nombres: Los habitantes de la región de Picardía la llaman simplemente picard, pero es más comúnmente conocida como ch'ti o ch'timi en la zona más poblada de Norte-Paso de Calais (Flandes romance alrededor de las metrópolis de Lille y Douai, y el noreste de Artois alrededor de Béthune y Lens). También se le llama rouchi alrededor de Valenciennes, roubaignot alrededor de Roubaix, o simplemente patois en general.
En 1998, los hablantes nativos del picardo ascendían a 700.000 individuos, la gran mayoría de los cuales eran personas mayores (de 65 años o más). Dado que su uso cotidiano ha disminuido drásticamente, el picardo fue declarado por la Organización de las Naciones Unidas para la Educación, la Ciencia y la Cultura (UNESCO) «idioma gravemente amenazado».

## Aspectos históricos, sociales y culturales

### Otras denominaciones
El picardo (picard) tiene otras denominaciones (dialectos) como chti (o chtimi), patois du nord (patués del norte)  o rouchi, este último es un dialecto del picardo, considerado a menudo como una "habla de oïl" diferente, que es hablada en el Hainaut Occidental, entre Mons y la línea Tournai-Soignes-Ath-Mouscron.
El chetimi, ch'timi o chti es uno de los dialectos locales del picardo.

### Distribución
Se habla en las regiones francesas de la Picardía (desde el sur del Oise, del Somme y del Aisne) y Nord-Pas de Calais (hasta la zona de Dunkerque, de habla flamenca) y Bélgica en la mayor parte de la provincia de Hainaut, hasta La Louvière al este (entre Mons y Charleroi).

### Hablantes
Sin estadísticas globales ni fiables. Tan sólo una encuesta hecha en Amiens (1980-1981), mostraba que el 46 % de los hombres y el 29 % de las mujeres nacidas en 1942 declaraban hablar picardo.

### Normativización
Sin ninguna normativa aceptada. Aun así, desde un punto de vista ortográfico, una parte importante de los autores están de acuerdo en una serie de principios que pueden tender a una cierta normativización:
- Reanudación del código ortográfico francés, todo teniendo en cuenta las particularidades fonéticas del picardo.
- Utilización razonada de las letras mudas o variantes gráficas para permitir una correcta identificación de las palabras. Este uso puede tener un máximo entre los escritores tradicionales, más próximos a la ortografía francesa, y prácticamente desaparece entre los partidarios de métodos fonistas. En una situación intermedia se encontraría la adaptación del sistema Feller para el picardo hecha por Fernand Carton.
- Tendencia a borrar las particularidades locales para permitir una compresión cuanto más amplia mejor. Algunos autores llegan a la utilización de archigrafías que posibiliten lecturas múltiples.

### Estatus legal
Reconocida como lengua regional endógena en Bélgica, según el decreto del ejecutivo de la Comunidad Francesa adoptado el 1990. Se beneficia, sobre todo por el que hace su presencia en los medios de comunicación, de las acciones de la Oficina de las Lenguas Regionales Endógenas.
En Francia no se beneficia de ninguna legislación a nivel general y la ratificación de la Carta Europa de las Lenguas Regionales o Minoritarias está bloqueada.

### Educación
En Francia es reconocido de facto por el Ministerio de Educación Nacional y se enseña en las escuelas de la región y puede estudiarse de manera facultativa.

## Descripción lingüística

### Fonología
El picardo presenta elisiones vocálicas de vocales átonas pretónicas, al mismo tiempo que epéntesis iniciales para evitar los grupos consonánticos resultantes, esos dos cambios fonológicos combinados a veces le dan al picardo un aspecto notoriamente diferente del francés estándar. Un rasgo notable es que la /*k/ del proto-galorromance no se palataliza ante /æ/:
| GLOSA     | Latín  | Picardo | Francés antiguo | Occitano Septentrional | Occitano Meridional |
| --------- | ------ | ------- | --------------- | ---------------------- | ------------------- |
| 'cabra'   | CAPRA  | kièvre  | chievre         | chevra, chavra         | cabra               |
| 'querida' | CARA   | kier    | chier           | cheira                 | cara                |
| 'perro'   | CĀNIS  | kien    | chien           | chen, chin             | can                 |
| 'casa de' | CASA   | chiese  | chas, chies     | casa                   |                     |
| 'campo'   | CAMPUS | camp    | champ           |                        | camp                |

## Vocabulario
- Hola: Salut , Bojour , Salut ti z'aute ! , Bojour mes gins !
- Adiós: Adé , A l'arvoïure (hasta la vista).
- ¿Cómo te llamas?: Cmint qu' tu t'apèles ?
- ¿Cómo estás?: Cha vo-ti ? (informal) , Comint qu' té vas ? , Comint qui va ?
- ¿Cuántos años tienes?: Quel âge eq' t'os ? , Queul âge que t'as ?
- Tengo ... años: J' ai ... ans.
- Habla usted inglés?: Perlez vos inglé ?
- ¿Qué es esto?: Quoé qu' ch'est ?
- Es ...: Ch' est ...

### Números
Los números cardinales en francés del 1 al 20 son como sigue:
- Uno: un
- Dos: deus
- Tres: troés
- Cuatro: quate
- Cinco: chonc
- Seis: sis
- Siete: sèt
- Ocho: uit
- Nueve: neu
- Diez: dis
- Once: onze
- Doce: dousse
- Trece: trèsse
- Catorce: quatore
- Quince: tchinse
- Dieciséis: sèse
- Diecisiete: dis-sèt
- Dieciocho: dis-uit
- Diecinueve: dis-neu
- Veinte: vint

### Expresiones
A continuación se comparan algunas expresiones en picardo (sistema Feller-Carton y Normativa fonética) y francés estándar:
Ej t'arconnôs ti z'aute, t'es d'min couin ! (sistema Feller-Carton)
Èj t'ærkònnos tizòte, t'és d'mîn couîn ! (Normativa fonética)
Je te reconnaît toi, tu es de mon coin ! (en francés)
Inlève t'capiau, y a un Ch'ti qui passe.

Înlèvhe eùt'kapiauw, î å ûn Ch'tî quî påsse.
Enlève ton chapeau, il y a un Ch'ti qui passe.
Al a s'cu conme eune mante à prones !
Ål å s'cûh kôme eùne mante à prònes!
Elle a un cul comme une mande à prunes! (mande = petit panier)
Attind, té vas vir, té vas printe su t'guife !
Åttînd, te vås vîr, te vås prînte sûh t'guiffe !
Attend, tu vas voir, tu vas prendre (une claque) sur ta figure !
Car qui ione, i va lon

Car qui ione, i va lon
Un chariot qui grince, va loin
Chake poéyis chake mode, chake cu chake crote !
Chàke paÿs chàke coutûme, chàke cûh chàke cròtte !
Chaque pays chaque coutume, chaque cul chaque crotte !
Ch'ti-là y'a d'étoupes à s' quenouille

Ch'ti-là y'a d'étoupes a s' quenouille
Celui-là, il a des étoupes à sa quenouille (i.e. Serait-il cocu ??)
Ch'que té m'dis là assis, ej té l'éros bin dit dbout !
Ch'queû te m'dîs lå åssîs, èj te l'auros bîn dîs dd'boût !
Ce que tu me dis là assis, je te l'aurais bien dis debout !
Éch'ti qui parte àl' ducasse, i pièrd s' plache !

Éch'tî quî pårht àl' dûcàsse, î pièrhd eùss' plàche !
Qui va à la ducasse (fête du village), perd sa place !

## En el cine
- Bienvenue chez les Ch'tis (en España: Bienvenidos al norte, en Hispanoamérica: Bienvenidos al país de la locura)
- La ch'tite famille (en español: Mi familia del norte)

### Audio
http://ches.diseux.free.fr/sons/d85.mp3
http://ches.diseux.free.fr/diri/dir85.htm
Centre de Ressources pour la Description de l'Oral (CRDO) ( http://www.language-archives.org/language/pcd )
- Datos: Q34024
- Multimedia: Picard / Q34024